# North Weston
North Weston är en ort i civil parish Portishead, i distriktet North Somerset, i grevskapet Somerset, i England. North Weston var en civil parish 1894–1993 när blev den en del av North Weston and Portishead. Civil parish hade 2 469 invånare år 1971.